# Copa Adrián C. Escobar
La Copa Adrián C. Escobar è stata una competizione calcistica disputata in Argentina, organizzata dalla AFA, tra il 1939 e il 1949.
Il trofeo fu istituito in onore del presidente della AFA del 1939, Dr. Adrián C. Escobar.

## Albo d'oro
- 1939: Independiente
- 1941: River Plate
- 1942: Huracán
- 1943: Huracán
- 1944: Estudiantes
- 1946: abbandonata
- 1949: Newell's Old Boys

## Vittorie per club
2: Huracán
1: Independiente, River Plate, Estudiantes, Newell's Old Boys